# قضية عنادية
العنادية عند المنطقيين تطلق على شرطية منفصلة حكم فيها بالتنافي لذاتي الجزءين أو بسلب ذلك التنافي إن حكم فيها بأن مفهوم أحدهما مناف للآخر مع قطع النظر عن الواقع فيشتمل التعريف الصادقة والكاذبة. والمراد بالجزءين المقدم والتالي وفي التنافي لذاتي الجزءين بقطع النظر عن الواقع إشارة إلى أن ليس المراد أن يكون المراد بهما مع قطع النظر عن كل أمر خارج عن ذاتيهما، فلا يتصور إلا بين الشيء ونقيضه مع تحقق العناد بين الشيء ومساوي نقيضه أو أخص منه أو أعم منه. مثالها إما أن يكون هذا العدد زوجا أو يكون فردا.